# Oomycetes
Los oomicetos (Oomycetes) son un grupo de protistas filamentosos pertenecientes al grupo de los pseudohongos. El nombre significa "hongos huevo" y se refiere al oogonio, estructura grande y esférica que contiene los gametos femeninos. El grupo engloba especies tanto saprofitas como parásitas, muy vinculadas al medio acuoso. Como parásitos actúan contra animales acuáticos y plantas. Son de gran importancia económica, puesto que engloban a parásitos de plantas vasculares, muchas de ellas de interés agrícola. La especie Phytophthora infestans asoló en el siglo XIX los campos de patatas de Irlanda, base de la dieta de la época. La hambruna subsiguiente mató a un millón de irlandeses y provocó una emigración masiva a EE. UU. Se conocen unas 700 especies de oomicetos.

## Especies notables
Los siguientes oomicetos son de especial importancia en la agricultura:
- El género Phytophthora comprende numerosas especies que son relativamente específicas a las plantas a las que atacan: patatas, tomates, robles, alisos, rododendros, cocoteros, pinos, tejos, etc. Causan enfermedades tales como el tizón tardío (P. infestans), la muerte repentina del roble (P. ramorum), etc.

- El género Pythium es incluso más prevalente que Phytophythora, pues sus especies abarcan individualmente un mayor número de huéspedes, usualmente causándoles menor daño. Constituye un problema muy común en los invernaderos, matando a los plantones en los semilleros. Algunas especies son micoparásitas, es decir, que parasitan otros oomicetos y hongos (por ejemplo, P. oligandrum), por lo que han sido utilizados como agentes de control biológico. Además, se conoce una especie que afecta también a los mamíferos (P. insidiosum).

- El grupo del mildiu se identifica fácilmente por la aparición de un crecimiento lanoso blanquecino sobre la superficie de los órganos vegetales (aunque este signo puede confundirse con los Erysiphales, ascomicetos causantes del mildiu polvoso y que son verdaderos hongos). Especies muy conocidas son el mildiu de la vid (Plasmopara viticola) y el mildiu de la espinaca (Peronospora farinosa).

## Galería de especies infectadas

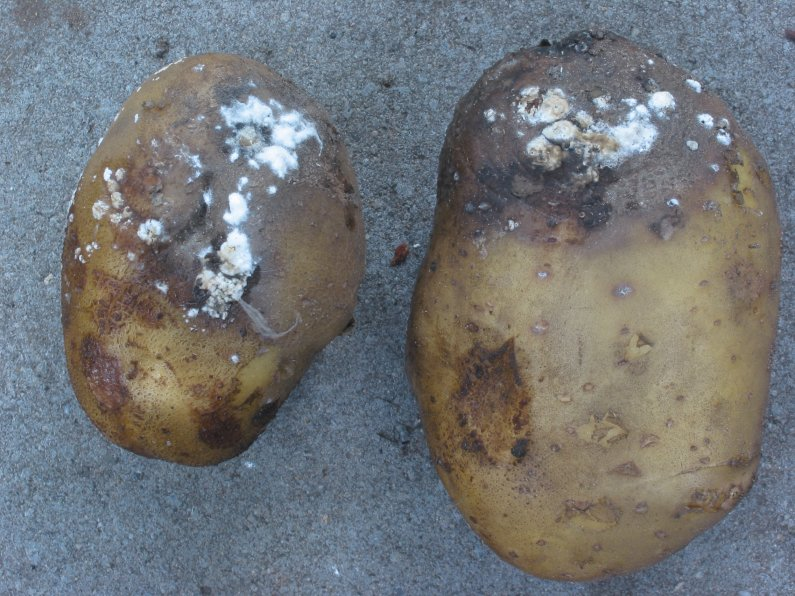
Patatas afectadas por el tizón tardío, Phytophthora infestans
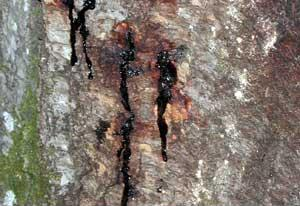
Muerte repentina del roble, Phytophthora ramorum
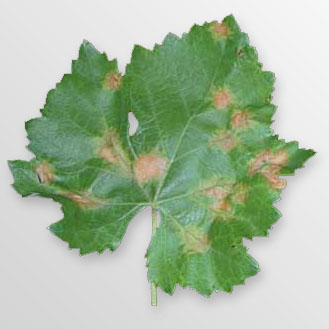
Hoja de vid afectada por el mildiu de la vid, Plasmopara viticola
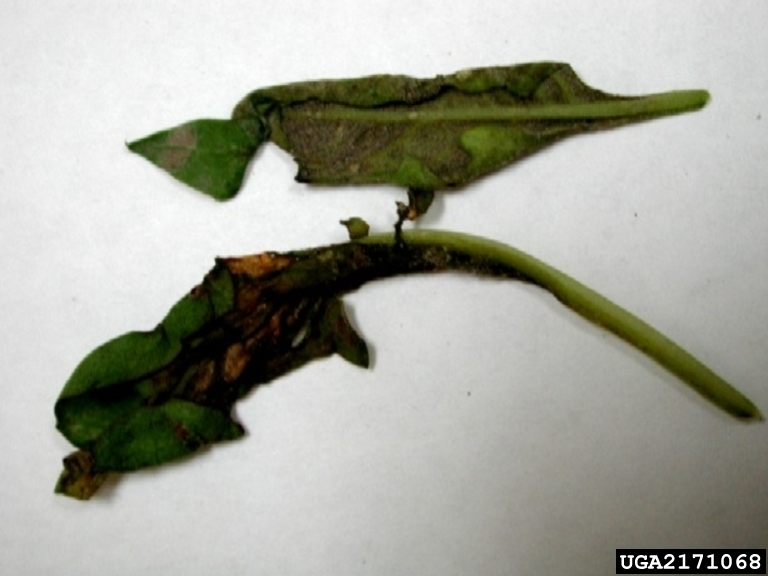
Hojas afectadas por el mildiu de la espinaca, Peronospora farinosa
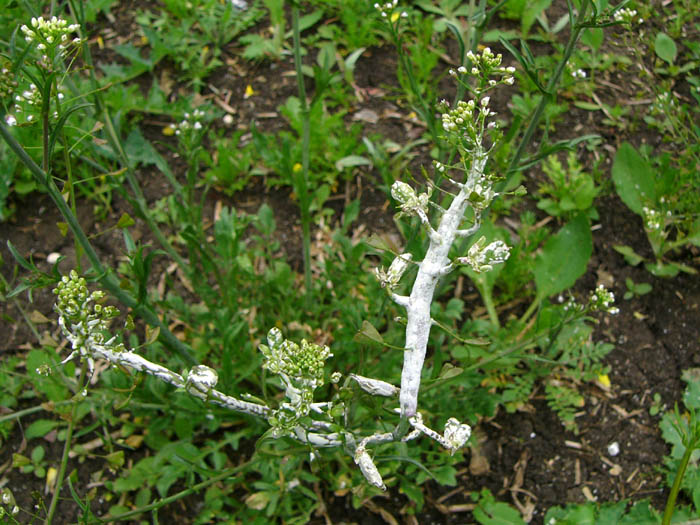
Planta afectada por la roya blanca, Albugo candida

## Características

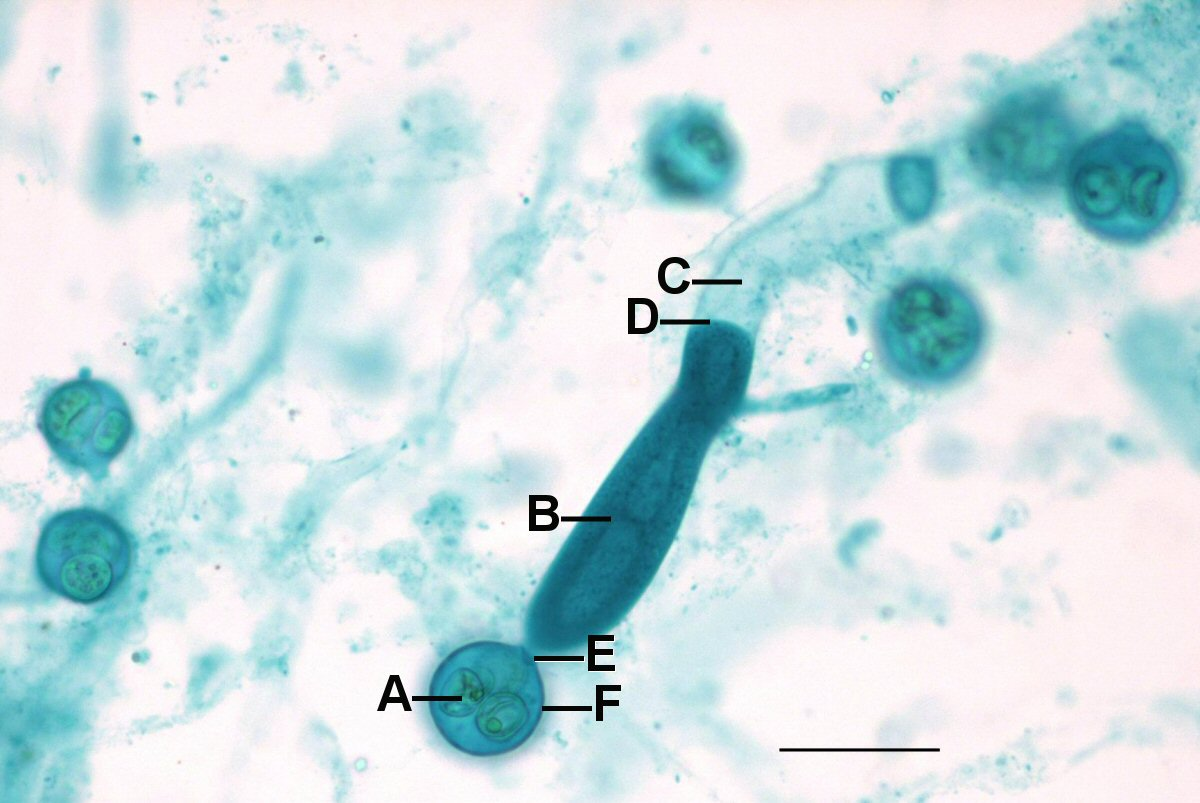
Saprolegnia: A=cigoto, B=zoosporangio, C=hifa vegitativa, D=septo del zoosporango, E=septo del oogonio, F=oogonio (barra a escala = 0.2mm)

La característica común al grupo es el crecimiento  miceliar sin septación y el ciclo de vida que presentan es diplonte, es decir, presentan un ciclo que alternan fases miceliares diploides con fases de reproducción sexual haploides. La fase de reproducción asexual se caracteriza por la presencia de zoosporas biflageladas con un flagelo mastigonemado dirigido hacia delante y otro desnudo que, generalmente, se dirige hacia atrás. Se dispersan en el agua o aprovechando la humedad superficial (incluyendo la precipitación sobre la superficie de las plantas). Algunas especies producen esporas asexuales aéreas que se dispersan por el viento. La fase de reproducción sexual es por oogamia, por gametangiogamia (copulación-contacto gametangial). Las esporas sexuales, llamado oosporas, esféricas, translúcidas y de doble pared, son utilizadas para sobrevivir en condiciones ambientales adversas.
La clasificación taxonómica de los oomicetos ha sido muy discutida. En un principio fueron clasificados como una división perteneciente al reino Fungi, pero esto ha caído en desuso. Por ejemplo, sus paredes celulares se componen de celulosa, y no de quitina como en los verdaderos hongos, y no tienen generalmente septación. Además, en el estado vegetativo tienen núcleos diploides, mientras que los hongos los tienen haploides. En la actualidad Oomycetes se incluye como una clase en el filo Pseudofungi del clado Stramenopiles, junto con las algas pardas, las diatomeas y otros protistas saprofitos.

## Filogenia
Las relaciones filogenéticas internas serían la siguiente:
|  | Haptoglossales |
|  |                |
|  | Eurychasmales  |
|  |                |

|  | Atkinsiellales                                                  |
|  |                                                                 |
|  | \| \| Saprolegniales \| \| \| \| \| \| Leptomitales \| \| \| \| |
|  |                                                                 |
|  | Saprolegniales                                                  |
|  |                                                                 |
|  | Leptomitales                                                    |
|  |                                                                 |

|  | Saprolegniales |
|  |                |
|  | Leptomitales   |
|  |                |

|  | Rhipidiales                                                    |
|  |                                                                |
|  | \| \| Albuginales \| \| \| \| \| \| Peronosporales \| \| \| \| |
|  |                                                                |
|  | Albuginales                                                    |
|  |                                                                |
|  | Peronosporales                                                 |
|  |                                                                |

|  | Albuginales    |
|  |                |
|  | Peronosporales |
|  |                |

|  | Atkinsiellales                                                  |
|  |                                                                 |
|  | \| \| Saprolegniales \| \| \| \| \| \| Leptomitales \| \| \| \| |
|  |                                                                 |
|  | Saprolegniales                                                  |
|  |                                                                 |
|  | Leptomitales                                                    |
|  |                                                                 |

|  | Saprolegniales |
|  |                |
|  | Leptomitales   |
|  |                |

|  | Rhipidiales                                                    |
|  |                                                                |
|  | \| \| Albuginales \| \| \| \| \| \| Peronosporales \| \| \| \| |
|  |                                                                |
|  | Albuginales                                                    |
|  |                                                                |
|  | Peronosporales                                                 |
|  |                                                                |

|  | Albuginales    |
|  |                |
|  | Peronosporales |
|  |                |

|  | Atkinsiellales                                                  |
|  |                                                                 |
|  | \| \| Saprolegniales \| \| \| \| \| \| Leptomitales \| \| \| \| |
|  |                                                                 |
|  | Saprolegniales                                                  |
|  |                                                                 |
|  | Leptomitales                                                    |
|  |                                                                 |

|  | Saprolegniales |
|  |                |
|  | Leptomitales   |
|  |                |

|  | Rhipidiales                                                    |
|  |                                                                |
|  | \| \| Albuginales \| \| \| \| \| \| Peronosporales \| \| \| \| |
|  |                                                                |
|  | Albuginales                                                    |
|  |                                                                |
|  | Peronosporales                                                 |
|  |                                                                |

|  | Albuginales    |
|  |                |
|  | Peronosporales |
|  |                |

|  | Atkinsiellales                                                  |
|  |                                                                 |
|  | \| \| Saprolegniales \| \| \| \| \| \| Leptomitales \| \| \| \| |
|  |                                                                 |
|  | Saprolegniales                                                  |
|  |                                                                 |
|  | Leptomitales                                                    |
|  |                                                                 |

|  | Saprolegniales |
|  |                |
|  | Leptomitales   |
|  |                |

|  | Rhipidiales                                                    |
|  |                                                                |
|  | \| \| Albuginales \| \| \| \| \| \| Peronosporales \| \| \| \| |
|  |                                                                |
|  | Albuginales                                                    |
|  |                                                                |
|  | Peronosporales                                                 |
|  |                                                                |

|  | Albuginales    |
|  |                |
|  | Peronosporales |
|  |                |

|  | Atkinsiellales                                                  |
|  |                                                                 |
|  | \| \| Saprolegniales \| \| \| \| \| \| Leptomitales \| \| \| \| |
|  |                                                                 |
|  | Saprolegniales                                                  |
|  |                                                                 |
|  | Leptomitales                                                    |
|  |                                                                 |

|  | Saprolegniales |
|  |                |
|  | Leptomitales   |
|  |                |

|  | Rhipidiales                                                    |
|  |                                                                |
|  | \| \| Albuginales \| \| \| \| \| \| Peronosporales \| \| \| \| |
|  |                                                                |
|  | Albuginales                                                    |
|  |                                                                |
|  | Peronosporales                                                 |
|  |                                                                |

|  | Albuginales    |
|  |                |
|  | Peronosporales |
|  |                |

|  | Atkinsiellales                                                  |
|  |                                                                 |
|  | \| \| Saprolegniales \| \| \| \| \| \| Leptomitales \| \| \| \| |
|  |                                                                 |
|  | Saprolegniales                                                  |
|  |                                                                 |
|  | Leptomitales                                                    |
|  |                                                                 |

|  | Saprolegniales |
|  |                |
|  | Leptomitales   |
|  |                |

|  | Rhipidiales                                                    |
|  |                                                                |
|  | \| \| Albuginales \| \| \| \| \| \| Peronosporales \| \| \| \| |
|  |                                                                |
|  | Albuginales                                                    |
|  |                                                                |
|  | Peronosporales                                                 |
|  |                                                                |

|  | Albuginales    |
|  |                |
|  | Peronosporales |
|  |                |

|  | Atkinsiellales                                                  |
|  |                                                                 |
|  | \| \| Saprolegniales \| \| \| \| \| \| Leptomitales \| \| \| \| |
|  |                                                                 |
|  | Saprolegniales                                                  |
|  |                                                                 |
|  | Leptomitales                                                    |
|  |                                                                 |

|  | Saprolegniales |
|  |                |
|  | Leptomitales   |
|  |                |

|  | Rhipidiales                                                    |
|  |                                                                |
|  | \| \| Albuginales \| \| \| \| \| \| Peronosporales \| \| \| \| |
|  |                                                                |
|  | Albuginales                                                    |
|  |                                                                |
|  | Peronosporales                                                 |
|  |                                                                |

|  | Albuginales    |
|  |                |
|  | Peronosporales |
|  |                |

|  | Atkinsiellales                                                  |
|  |                                                                 |
|  | \| \| Saprolegniales \| \| \| \| \| \| Leptomitales \| \| \| \| |
|  |                                                                 |
|  | Saprolegniales                                                  |
|  |                                                                 |
|  | Leptomitales                                                    |
|  |                                                                 |

|  | Saprolegniales |
|  |                |
|  | Leptomitales   |
|  |                |

|  | Rhipidiales                                                    |
|  |                                                                |
|  | \| \| Albuginales \| \| \| \| \| \| Peronosporales \| \| \| \| |
|  |                                                                |
|  | Albuginales                                                    |
|  |                                                                |
|  | Peronosporales                                                 |
|  |                                                                |

|  | Albuginales    |
|  |                |
|  | Peronosporales |
|  |                |

|  | Haptoglossales |
|  |                |
|  | Eurychasmales  |
|  |                |

|  | Atkinsiellales                                                  |
|  |                                                                 |
|  | \| \| Saprolegniales \| \| \| \| \| \| Leptomitales \| \| \| \| |
|  |                                                                 |
|  | Saprolegniales                                                  |
|  |                                                                 |
|  | Leptomitales                                                    |
|  |                                                                 |

|  | Saprolegniales |
|  |                |
|  | Leptomitales   |
|  |                |

|  | Rhipidiales                                                    |
|  |                                                                |
|  | \| \| Albuginales \| \| \| \| \| \| Peronosporales \| \| \| \| |
|  |                                                                |
|  | Albuginales                                                    |
|  |                                                                |
|  | Peronosporales                                                 |
|  |                                                                |

|  | Albuginales    |
|  |                |
|  | Peronosporales |
|  |                |

|  | Atkinsiellales                                                  |
|  |                                                                 |
|  | \| \| Saprolegniales \| \| \| \| \| \| Leptomitales \| \| \| \| |
|  |                                                                 |
|  | Saprolegniales                                                  |
|  |                                                                 |
|  | Leptomitales                                                    |
|  |                                                                 |

|  | Saprolegniales |
|  |                |
|  | Leptomitales   |
|  |                |

|  | Rhipidiales                                                    |
|  |                                                                |
|  | \| \| Albuginales \| \| \| \| \| \| Peronosporales \| \| \| \| |
|  |                                                                |
|  | Albuginales                                                    |
|  |                                                                |
|  | Peronosporales                                                 |
|  |                                                                |

|  | Albuginales    |
|  |                |
|  | Peronosporales |
|  |                |

|  | Atkinsiellales                                                  |
|  |                                                                 |
|  | \| \| Saprolegniales \| \| \| \| \| \| Leptomitales \| \| \| \| |
|  |                                                                 |
|  | Saprolegniales                                                  |
|  |                                                                 |
|  | Leptomitales                                                    |
|  |                                                                 |

|  | Saprolegniales |
|  |                |
|  | Leptomitales   |
|  |                |

|  | Rhipidiales                                                    |
|  |                                                                |
|  | \| \| Albuginales \| \| \| \| \| \| Peronosporales \| \| \| \| |
|  |                                                                |
|  | Albuginales                                                    |
|  |                                                                |
|  | Peronosporales                                                 |
|  |                                                                |

|  | Albuginales    |
|  |                |
|  | Peronosporales |
|  |                |

|  | Atkinsiellales                                                  |
|  |                                                                 |
|  | \| \| Saprolegniales \| \| \| \| \| \| Leptomitales \| \| \| \| |
|  |                                                                 |
|  | Saprolegniales                                                  |
|  |                                                                 |
|  | Leptomitales                                                    |
|  |                                                                 |

|  | Saprolegniales |
|  |                |
|  | Leptomitales   |
|  |                |

|  | Rhipidiales                                                    |
|  |                                                                |
|  | \| \| Albuginales \| \| \| \| \| \| Peronosporales \| \| \| \| |
|  |                                                                |
|  | Albuginales                                                    |
|  |                                                                |
|  | Peronosporales                                                 |
|  |                                                                |

|  | Albuginales    |
|  |                |
|  | Peronosporales |
|  |                |

|  | Atkinsiellales                                                  |
|  |                                                                 |
|  | \| \| Saprolegniales \| \| \| \| \| \| Leptomitales \| \| \| \| |
|  |                                                                 |
|  | Saprolegniales                                                  |
|  |                                                                 |
|  | Leptomitales                                                    |
|  |                                                                 |

|  | Saprolegniales |
|  |                |
|  | Leptomitales   |
|  |                |

|  | Rhipidiales                                                    |
|  |                                                                |
|  | \| \| Albuginales \| \| \| \| \| \| Peronosporales \| \| \| \| |
|  |                                                                |
|  | Albuginales                                                    |
|  |                                                                |
|  | Peronosporales                                                 |
|  |                                                                |

|  | Albuginales    |
|  |                |
|  | Peronosporales |
|  |                |

|  | Atkinsiellales                                                  |
|  |                                                                 |
|  | \| \| Saprolegniales \| \| \| \| \| \| Leptomitales \| \| \| \| |
|  |                                                                 |
|  | Saprolegniales                                                  |
|  |                                                                 |
|  | Leptomitales                                                    |
|  |                                                                 |

|  | Saprolegniales |
|  |                |
|  | Leptomitales   |
|  |                |

|  | Rhipidiales                                                    |
|  |                                                                |
|  | \| \| Albuginales \| \| \| \| \| \| Peronosporales \| \| \| \| |
|  |                                                                |
|  | Albuginales                                                    |
|  |                                                                |
|  | Peronosporales                                                 |
|  |                                                                |

|  | Albuginales    |
|  |                |
|  | Peronosporales |
|  |                |

|  | Atkinsiellales                                                  |
|  |                                                                 |
|  | \| \| Saprolegniales \| \| \| \| \| \| Leptomitales \| \| \| \| |
|  |                                                                 |
|  | Saprolegniales                                                  |
|  |                                                                 |
|  | Leptomitales                                                    |
|  |                                                                 |

|  | Saprolegniales |
|  |                |
|  | Leptomitales   |
|  |                |

|  | Rhipidiales                                                    |
|  |                                                                |
|  | \| \| Albuginales \| \| \| \| \| \| Peronosporales \| \| \| \| |
|  |                                                                |
|  | Albuginales                                                    |
|  |                                                                |
|  | Peronosporales                                                 |
|  |                                                                |

|  | Albuginales    |
|  |                |
|  | Peronosporales |
|  |                |

|  | Atkinsiellales                                                  |
|  |                                                                 |
|  | \| \| Saprolegniales \| \| \| \| \| \| Leptomitales \| \| \| \| |
|  |                                                                 |
|  | Saprolegniales                                                  |
|  |                                                                 |
|  | Leptomitales                                                    |
|  |                                                                 |

|  | Saprolegniales |
|  |                |
|  | Leptomitales   |
|  |                |

|  | Rhipidiales                                                    |
|  |                                                                |
|  | \| \| Albuginales \| \| \| \| \| \| Peronosporales \| \| \| \| |
|  |                                                                |
|  | Albuginales                                                    |
|  |                                                                |
|  | Peronosporales                                                 |
|  |                                                                |

|  | Albuginales    |
|  |                |
|  | Peronosporales |
|  |                |

## Galería

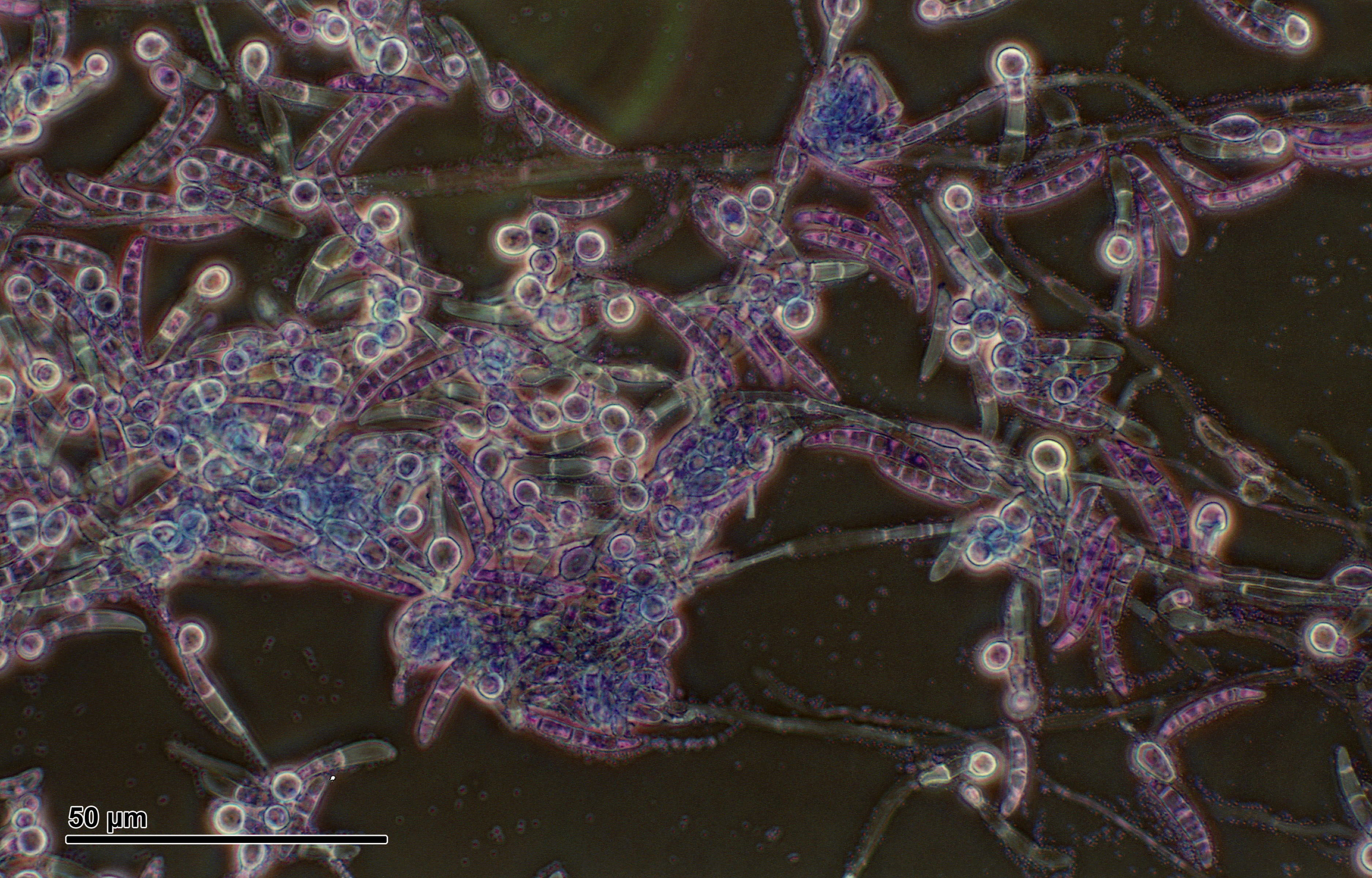
Pythium (Peronosporales)
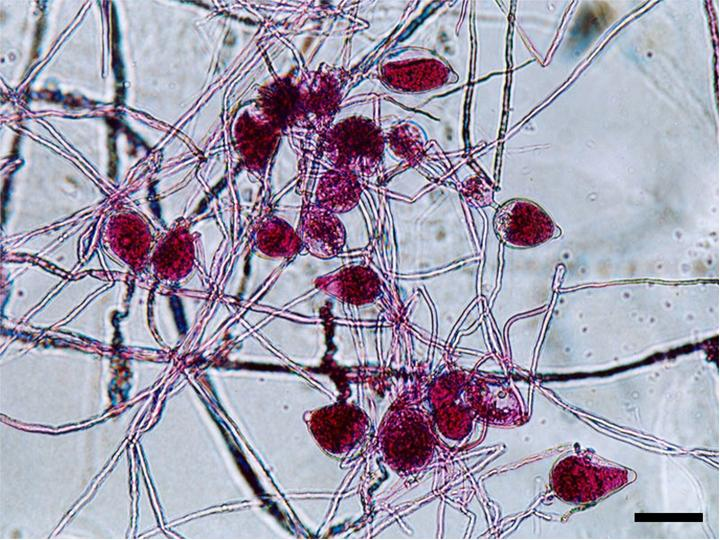
Phytophthora parasitica (Peronosporales)
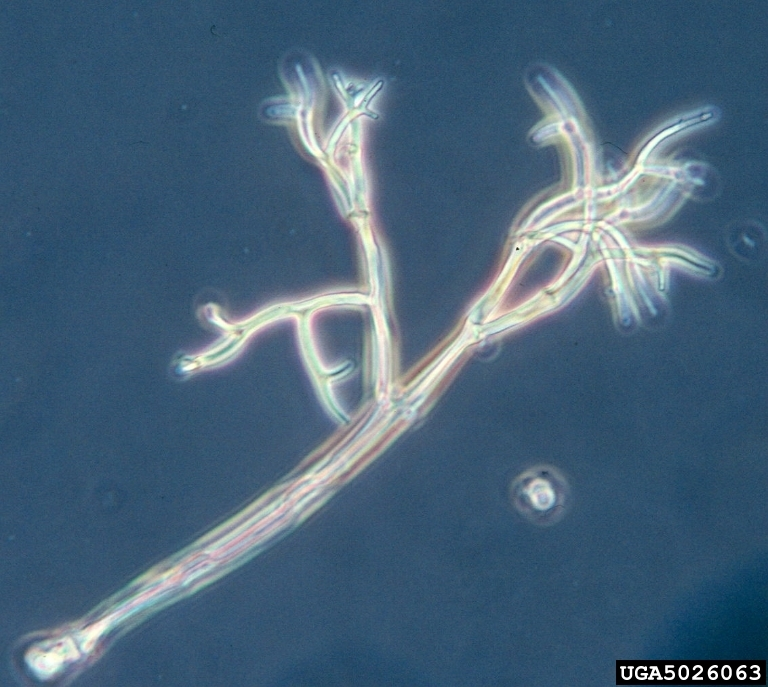
Peronospora sparsa (Peronosporales)
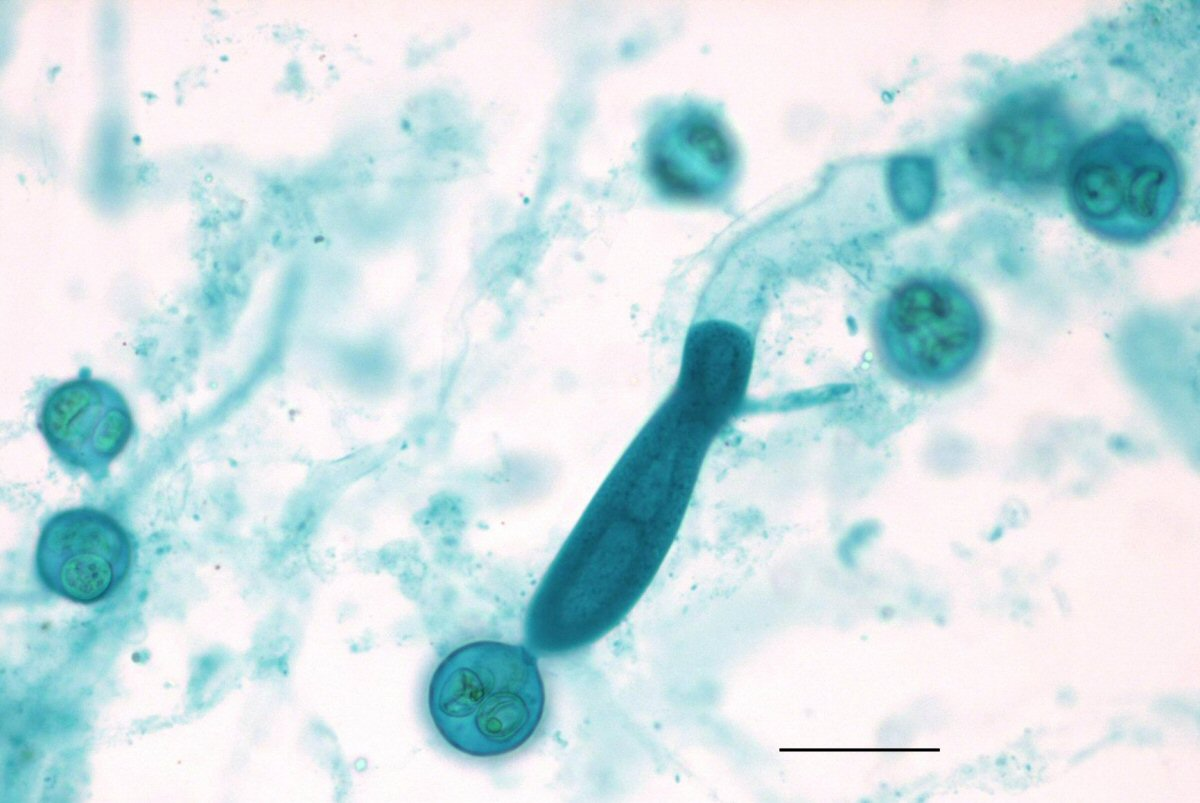
Saprolegnia (Saprolegniales)
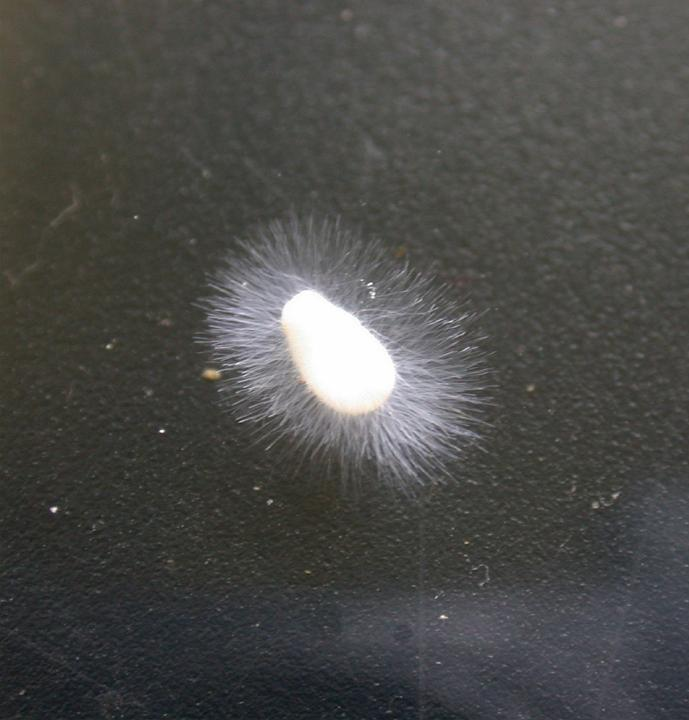
Achlya (Saprolegniales)